# 加納韋
加納韋是伊朗的城市，位於該國西南部，由布什爾省負責管轄，距離首府布什爾70公里，海拔高度13米，每年平均降雨量150毫米，2006年人口59,291，居民主要信奉什葉派。